# 齐曼 (摩泽尔省)
齐曼（法語：Zimming）是法国摩泽尔省的一个市镇，属于布莱摩泽尔区（Boulay-Moselle）布莱摩泽尔县（Boulay-Moselle）。该市镇总面积7.87平方公里，2009年时的人口为639人。

## 人口
齐曼人口变化图示